# تعليم سمعي بصري

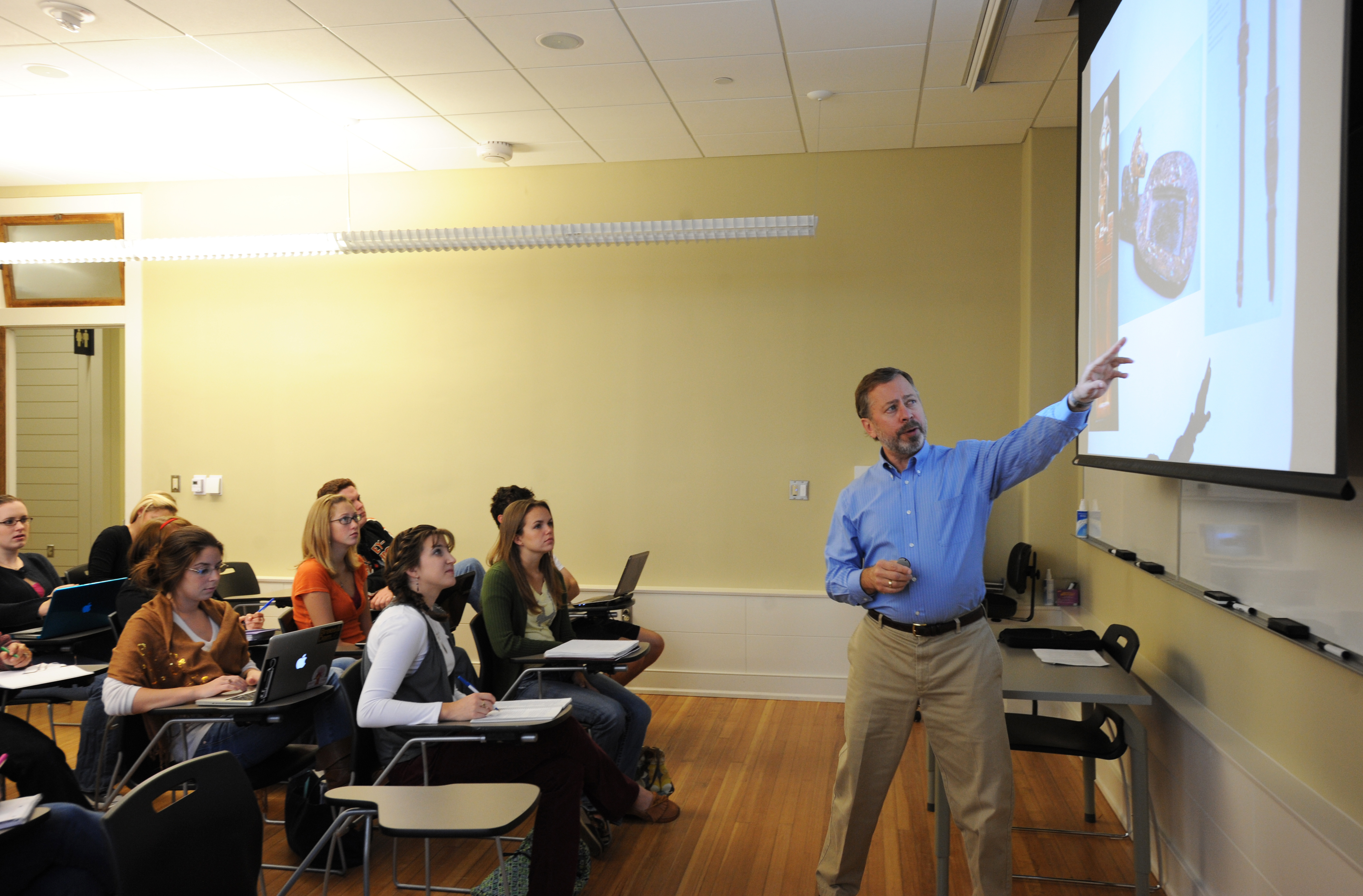
صف الأنثروبولوجيا في قاعة Dinwiddie

التعليم السمعي البصري أو التعليم المستند إلى الوسائط المتعددة (MBE) هو تعليم يتم فيه إيلاء اهتمام خاص للعرض الصوتي والمرئي للمواد بهدف تحسين الفهم والاحتفاظ بها.
وفقًا لقاموس ويبستر، تُعرف الوسائل السمعية والبصرية بأنها «مواد تدريبية أو تعليمية موجهة إلى كل من حاسة السمع وشعور البصر، والأفلام، والتسجيلات، والصور الفوتوغرافية، وما إلى ذلك المستخدمة في تعليمات الفصول الدراسية أو مجموعات المكتبة أو ما شابه».

## تاريخيا
مفهوم الوسائل السمعية البصرية ليس جديدًا ويمكن إرجاعه إلى القرن السابع عشر عندما قام جون أموس كومينيوس (1592–1670) ، وهو معلم بوهيمي ، بتقديم الصور كوسائل تعليمية في كتابه Orbis Sensualium Pictus («صورة للعالم الحسي») التي تم توضيحها مع 150 رسومات من الحياة اليومية. وبالمثل، دافع جان روسو (1712-1778) و ج. هـ. بستالوزي (1746-1827) عن استخدام المواد المرئية والمسرحية في التدريس. في الآونة الأخيرة، تم استخدام الوسائل السمعية البصرية على نطاق واسع أثناء الحرب العالمية الثانية وبعدها من قبل الخدمة المسلحة. أثبت الاستخدام الناجح للصور وغيرها من المساعدات المرئية في القوات المسلحة الأمريكية خلال الحرب العالمية الثانية فعالية الأدوات التعليمية. هناك أنواع مختلفة من المواد السمعية والبصرية تتراوح بين أشرطة الأفلام والصور المصغرة والشرائح والمواد المعتمة المتوقعة وتسجيل الشريط والبطاقات التعليمية. في العالم الرقمي الحالي، نمت المساعدات السمعية البصرية بشكل كبير من خلال العديد من الوسائط المتعددة مثل أقراص DVD التعليمية، و مايكروسوفت باوربوينت ، والمسلسلات التعليمية التلفزيونية، و يوتيوب ، وغيرها من المواد عبر الإنترنت. الهدف من الوسائل السمعية والبصرية هو تعزيز قدرة المعلم على تقديم الدرس بطريقة بسيطة وفعالة وسهلة الفهم للطلاب. المواد السمعية البصرية تجعل التعلم أكثر ديمومة لأن الطلاب يستخدمون أكثر من معنى. من المهم خلق وعي لوزارة التعليم الفيدرالية في الولاية وصانعي السياسات في المدارس الثانوية بضرورة غرس الموارد السمعية والبصرية باعتبارها طرق تدريس أساسية في المناهج الدراسية. والنتيجة هي تعزيز المواد السمعية البصرية في المدارس الثانوية لأنها تفتقر إلى الموارد اللازمة لإنتاجها. التعليم البصري يجعل الأفكار المجردة أكثر واقعية للمتعلمين. هذا هو توفير أساس للمدارس لفهم الأدوار الهامة في تشجيع ودعم استخدام الموارد السمعية البصرية. بالإضافة إلى ذلك، أظهرت الدراسات أن هناك فرقًا كبيرًا بين استخدام المواد السمعية البصرية وعدم استخدامها في التدريس والتعلم.

## الأهداف
1. تقوية مهارات المعلمين في جعل عملية التعليم والتعلم أكثر فعالية
2. لجذب انتباه المتعلمين والاحتفاظ بهم
3. لتوليد الاهتمام عبر مستويات مختلفة من الطلاب
4. لتطوير خطط الدروس التي هي بسيطة وسهلة لمتابعة
5. لجعل الطبقة أكثر تفاعلية ومثيرة للاهتمام
6. للتركيز على المنهج المتمحور حول الطالب

## مزايا
في هذا العالم الحديث، نستخدم الأدوات الرقمية لتحسين عملية التعليم والتعلم. الأداة الأكثر شيوعًا التي نستخدمها في الفصول الدراسية هذه الأيام هي شرائح PowerPoint ، مما يجعل الفصل أكثر إمتاعًا وديناميكية وفعالية. علاوة على ذلك، فإنه يساعد أيضًا على تقديم مواضيع جديدة بطريقة سهلة. استخدام الوسائل السمعية البصرية يجعل الطلاب يتذكرون المفهوم لفترة أطول من الوقت. إنها تحمل نفس معنى الكلمات لكنها تعطي مفاهيم واضحة وبالتالي تساعد على تحقيق الفعالية في التعلم.
دمج التكنولوجيا في الفصل يساعد الطلاب على تجربة الأشياء بشكل عملي أو غير مباشر. على سبيل المثال، إذا أراد المعلم إعطاء درس عن تاج محل ، فمن المحتمل أن يكون كل الطلاب في الهند قد زاروا المكان ولكن يمكنك عرضه من خلال مقطع فيديو مما يتيح للطلاب رؤية النصب بأعينهم. على الرغم من أن التجربة المباشرة هي أفضل طريقة للتجربة التعليمية، إلا أن مثل هذه التجربة لا يمكن القيام بها دائمًا حتى في بعض الحالات، نحتاج إلى استبدال.
يساعد استخدام الوسائل السمعية والبصرية في الحفاظ على الانضباط في الفصل نظرًا لأن كل انتباه الطلاب يركز على التعلم. تعمل هذه الجلسة التفاعلية أيضًا على تطوير التفكير الناقد والتفكير المنطقي اللذين يعدان عنصرين مهمين في عملية التعليم والتعلم.
يوفر السمعي البصري فرصا للتواصل الفعال بين المعلم والطلاب في التعلم. على سبيل المثال، في دراسة أجريت على فصل اللغة الإنجليزية كلغة أجنبية (EFL) ، تتمثل الصعوبات التي يواجهها متعلم اللغة الإنجليزية كلغة أجنبية في قلة الدافع ونقص التعرض للغة المستهدفة ونقص النطق من قبل المعلم، ويمكن التغلب على هذه الصعوبات بواسطة الصوت مثل الغرض من التواصل والبصرية أكثر التعرض.
يتعلم الطلاب عندما يكون لديهم الدافع والفضول حول شيء ما. يمكن أن تكون التعليمات الشفوية التقليدية مملة ومؤلمة للطلاب. ومع ذلك، فإن استخدام الوسائل السمعية والبصرية يوفر دافعًا جوهريًا للطلاب من خلال زيادة فضولهم وتحفيز اهتماماتهم في المواد الدراسية.

## سلبيات
ينبغي للمرء أن يكون لديه فكرة أن الكثير من المواد السمعية والبصرية المستخدمة في وقت واحد يمكن أن يؤدي إلى الملل. إنه مفيد فقط إذا تم تنفيذه بفعالية. بالنظر إلى اختلاف كل موقف تعليمي تعليمي، فمن المهم معرفة أن جميع المفاهيم قد لا تتعلم بفعالية من خلال السمعي البصري. غالبًا ما تكون المعدات مثل جهاز الإسقاط ومكبرات الصوت وسماعات الرأس مكلفة بعض الشيء، وبالتالي لا تستطيع بعض المدارس تحمل تكاليفها. يحتاج المعلم إلى الكثير من الوقت لإعداد الدرس لإجراء جلسة صفية تفاعلية. كما قد يضيع وقت المعلم الثمين في اكتساب معرفة بالأجهزة الجديدة. قد يشعر بعض الطلاب بالتردد في طرح الأسئلة أثناء تشغيل الأفلام، ويمكن أن يكون في الغرف الصغيرة حاجزًا ماديًا. في الأماكن التي لا تتوفر فيها الكهرباء. في المناطق الريفية، ليس من الممكن استخدام الوسائل السمعية والبصرية التي تتطلب الكهرباء.

## استنتاج
من الواضح أن الوسائل السمعية والبصرية هي أدوات مهمة لتدريس عملية التعلم. يساعد المعلم على تقديم الدرس بفعالية ويتعلم الطلاب ويحتفظوا بالمفاهيم بشكل أفضل ولمدة أطول. استخدام الوسائل السمعية والبصرية يحسن تفكير الطلاب النقدي والتحليلي. يساعد على إزالة المفاهيم المجردة من خلال العرض المرئي. ومع ذلك، فإن الاستخدام غير الصحيح وغير المخطط له لهذه المساعدات يمكن أن يكون له تأثير سلبي على نتائج التعلم. لذلك، يجب تدريب المعلمين جيدًا من خلال التدريب أثناء الخدمة لتعظيم فوائد استخدام هذه الوسائل. يجب تصميم المنهج بحيث تتوفر خيارات للتعلم القائم على النشاط من خلال الوسائل السمعية والبصرية. بالإضافة إلى ذلك، يجب على الحكومة تمويل الموارد لشراء الوسائل السمعية والبصرية في المدارس.

## المعدات المستخدمة للعروض السمعية البصرية
التلفاز
أجهزة عرض LCD
أجهزة عرض الأفلام
الشرائح العرض
أجهزة العرض غير الشفافة (الأساقفة والبيديسكوب)
أجهزة العرض العلوية